# Eemnes
Eemnes és un municipi de la província d'Utrecht, al centre dels Països Baixos. L'1 de gener de 2009 tenia 8.852 habitants repartits per una superfície de 33,67 km² (dels quals 2,64 km² corresponen a aigua).

## Centres de població
Eemnes-Binnen i Eemnes-Buiten.

## Ajuntament
El consistori municipal consta de 13 membres, format des del 2006 per:
- VVD, 4 regidors
- Dorps Belang, 3 regidors
- CDA, s regidors
- Hartgroen, 2 regidors
- PvdA, 2 regidors